# Захаровка (Алексинский район)
Захаровка — упразднённая деревня в Тульской области России. С точки зрения административно-территориального устройства входила в Алексинский район. Ныне урочище на территории муниципального образования город Алексин.

## География
Захаровка находилась в пределах северо-восточного склона Среднерусской возвышенности, в подзоне широколиственных лесов, к югу от д. Желудевка, к северу от с. Поповка.
Абсолютная высота — 225 метров над уровнем моря.

### Климат
Климат на территории Захаровки, как и во всём районе, характеризуется как умеренно континентальный, с ярко выраженными сезонами года. Средняя температура воздуха летнего периода — 16 — 20 °C (абсолютный максимум — 38 °С); зимнего периода — −5 — −12 °C (абсолютный минимум — −46 °С).
Снежный покров держится в среднем 130—145 дней в году.
Среднегодовое количество осадков — 650—730 мм.

## История
По состоянию на 1914 г. относилась к Извольской волости Алексинского уезда.
Была приписана к церковному приходу в с. Спас-Конин (храм во имя Преображения Господня).

## Инфраструктура
Было личное подсобное хозяйство.

## Транспорт
Просёлочные дороги.